# Conjura de Valladolid

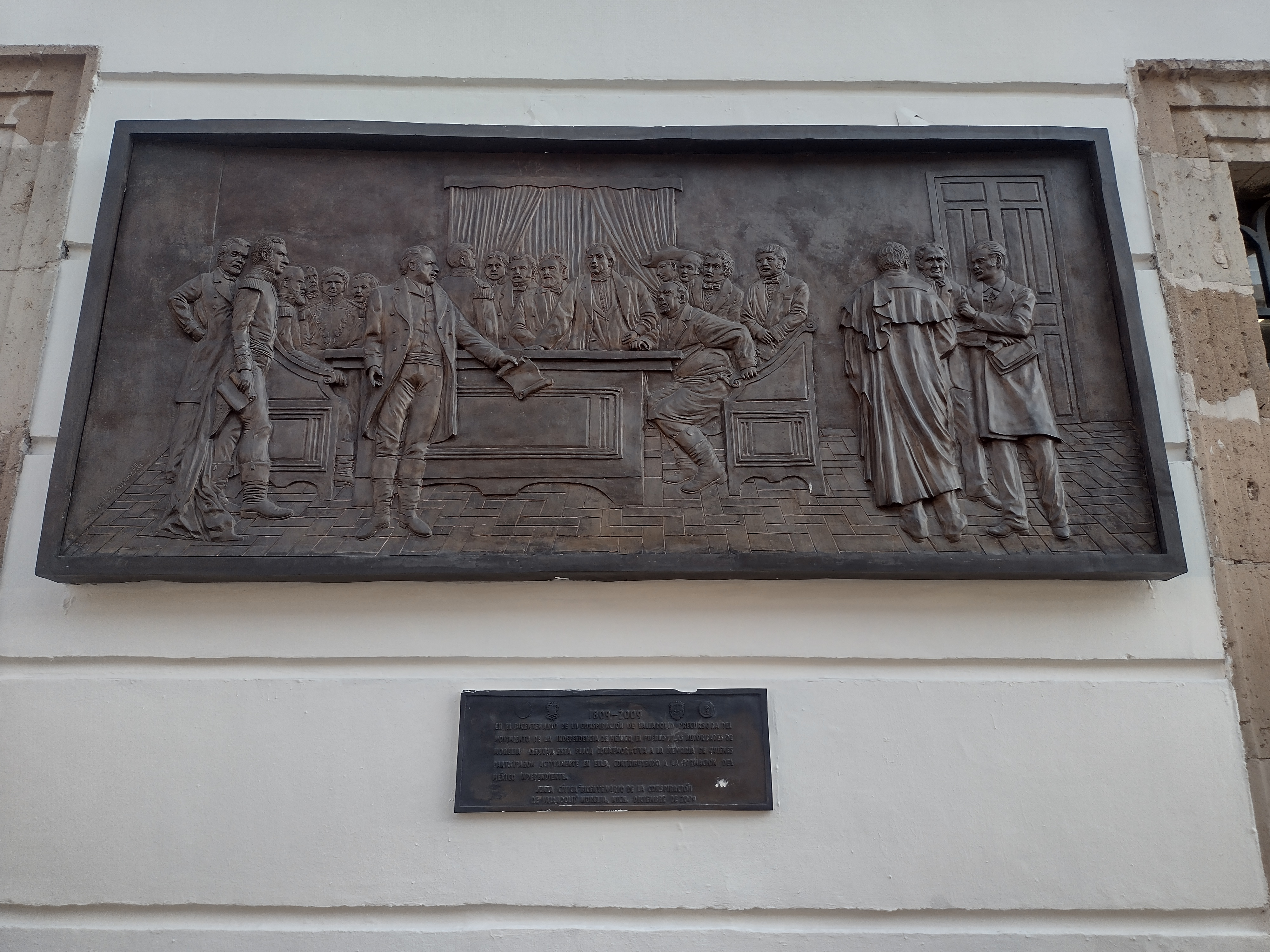
Bajorrelieve donde se representa a los participantes de la Conjura de Valladolid de 1809.

Se llamó Conjura de Valladolid a los trabajos de una junta soberanista establecida en 1809, en la cabecera de la intendencia de Michoacán, actualmente la ciudad de Morelia, Michoacán, que formaba parte de la Nueva España, la cual era uno de los principales puntos de reunión de los humanistas e ilustrados de Nueva España; principalmente por la presencia del Colegio Primitivo y Nacional de San Nicolás de Hidalgo, cuyas instalaciones forman actualmente parte de la Universidad Michoacana de San Nicolás de Hidalgo.

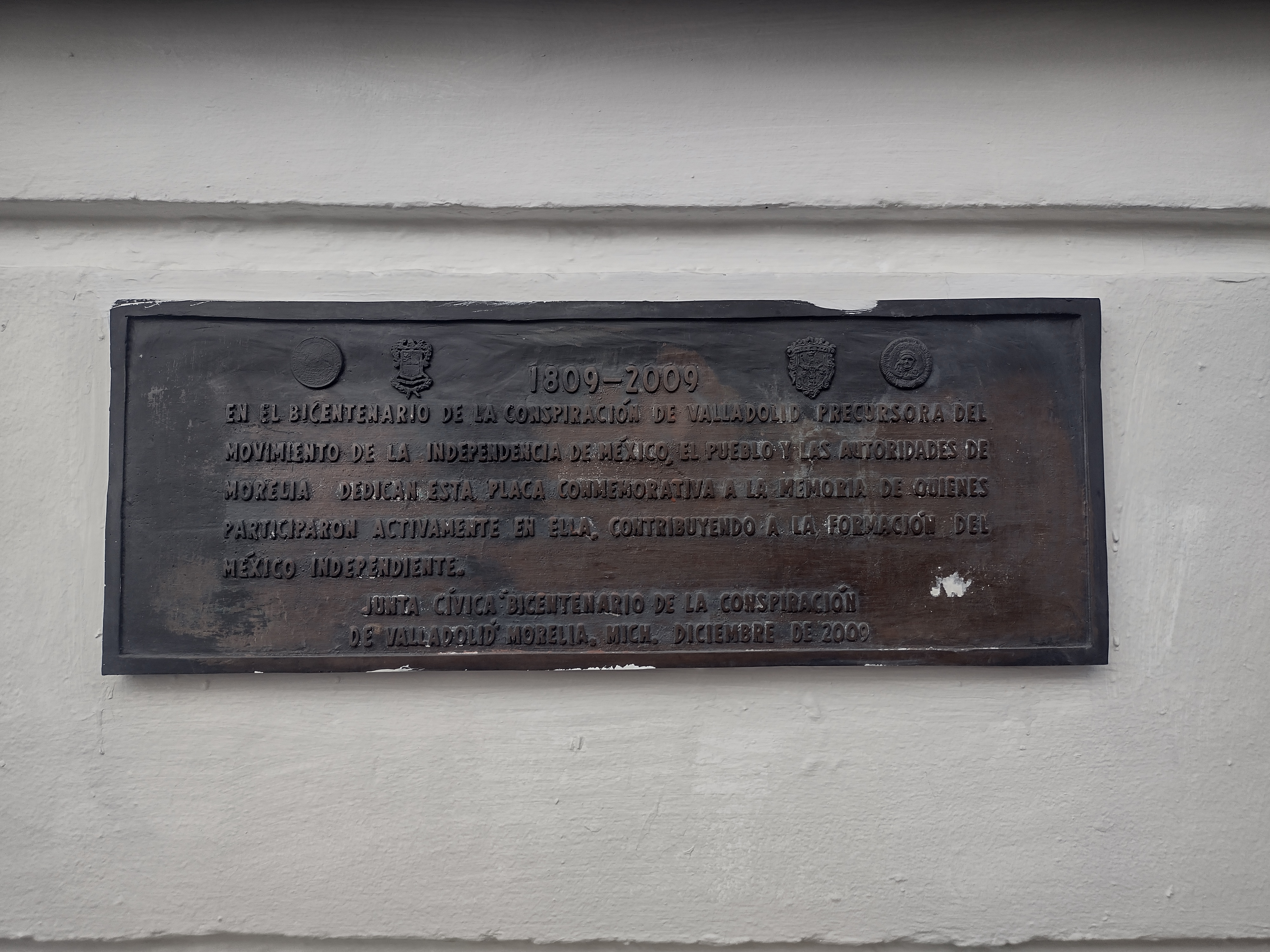
Epigrafía o placa que explica el bajorrelieve en la Casa del Capitán García Obeso o de la Conjura de 1809.

## El proyecto de la conjura

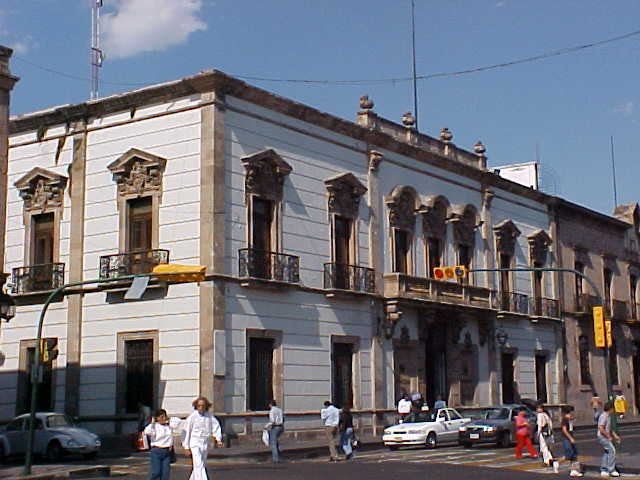
Casa de José María García Obeso, sede de la conspiración

Entre sus miembros se encontraban José María García Obeso, quien prestaba su propiedad para las reuniones convocadas por José Mariano Michelena, oficiales de bajo rango y miembros del bajo clero. Los conjurados de Valladolid pretendían el establecimiento de un congreso soberano, a partir del 21 de diciembre de 1809, formado por representantes de las villas de Nueva España, y que, como la Junta de México, gobernaría en nombre del rey Fernando VII de España, cuyo trono había sido usurpado por los franceses un año antes. La justificación era la preservación de la Nueva España para la monarquía española. La conjura fue descubierta en diciembre de 1809 y sus miembros procesados por conspiración, aunque fueron puestos luego en libertad por intervención del virrey Lizana.  

## Los conjurados
Lista de los conspiradores de Valladolid, quienes en 1809 se reunían en la casa de García Obeso en Valladolid:
- José Mariano Michelena
- José María Izazaga
- José María García Obeso
- Manuel Villalongin
- José Nicolás de Michelena
- Vicente de Santa María y Martínez
- José Antonio de Soto Saldaña
- Manuel de la Torre Lloreda
- Manuel Iturriaga
- José María Abarca
- Francisco Álvarez
- Pedro Rosales
- Juan Bautista Guerra
- Ruperto Mier
- Manuel Muñiz
- Manuel Ruiz de la Peña Iruela
- Luis Correa

Griselda Julieta Miranda Hernández

## Actuación de Iturbide ante la conjura
A mediados de 1809, Agustín de Iturbide llegó a acudir a visitar al licenciado José Nicolás de Michelena, y encontró en ella a varios de sus amigos militares, sin percatarse de lo que ahí acontecía.
Agustín de Iturbide, integrante de la sociedad aristocrática de Valladolid y propietario de la gran hacienda de San José Apeo, no inspiró confianza a los conjurados y no fue invitado a participar.
Una vez descubierta la conjura fue enviado a capturar a uno de los integrantes, Luis Correa, administrador de la hacienda de Jaripeo, propiedad del cura de Dolores, Miguel Hidalgo y Costilla, por ello José Alonso de Terán que fungía como intendente en Valladolid le envió una nota al arzobispo virrey, fechada el 8 de enero de 1810, recomendando a Iturbide por su presteza.